# Colombia, tierra querida
«Colombia, tierra querida» es una canción compuesta por el músico y compositor Luis Eduardo Bermúdez Acosta, más conocido como Lucho Bermúdez, publicada por CBS Records en 1970 en formato LP.
En 1994, una versión cantada por Juan Carlos Coronel fue publicada por Codiscos como parte del álbum Un maestro, una voz.
La canción es considerada un "segundo himno nacional" por múltiples medios de comunicación. En 2019, la canción fue usada como apertura del llamado "Plantón Sinfónico" durante las protestas de 2019 en Colombia.
En 2020, Disney anunció que su película Encanto, ambientada en Colombia, tendría como música de ambientación a Colombia, tierra querida, usando la versión de Coronel.